# فرودگاه بین‌المللی ژنرال رافائل بولنا
فرودگاه بین‌المللی ژنرال رافائل بولنا (به انگلیسی: General Rafael Buelna International Airport) یک فرودگاه همگانی مسافربری با کد یاتا MZT است که یک باند فرود آسفالت دارد و طول باند آن ۲۷۰۰ متر است. این فرودگاه در کشور مکزیک قرار دارد و در ارتفاع ۱۲ متری از سطح دریا واقع شده‌ است.